# Teja Pavec
Teja Pavec (* 15. April 2007) ist eine slowenische Nordische Kombiniererin.

## Werdegang
Pavec begann beim SK Triglav Kranj mit Ski Nordisch. Als Nordische Kombiniererin nahm sie ab 2020 an internationalen Rennen teil, meist im Youth Cup und Alpencup. Anfang Februar 2023 nahm sie an den Nordischen Junioren-Skiweltmeisterschaften in Whistler teil und lief im Einzelrennen nach der Gundersen-Methode auf Rang 15. Eine Woche später gewann sie in Harrachov erstmals ein Alpencup-Wettbewerb. Ohne zuvor für Weltcup-Rennen nominiert worden zu sein, wurde Pavec in den slowenischen Kader für die Nordischen Skiweltmeisterschaften in Planica aufgenommen. Dort erreichte sie den 29. Platz im Einzel. Am 3. März 2023 debütierte Pavec im Continental Cup, dem Unterbau zum Weltcup. Am dritten Wettkampftag in Eisenerz erzielte sie als Siebte ihr bestes Resultat.
Bei den slowenischen Sommer-Meisterschaften 2023 wurde Pavec erstmals Meisterin. Sie gab am 1. Dezember 2023 in Lillehammer ihr Weltcup-Debüt und belegte dabei den 18. Platz. Ende Januar nahm sie an den Olympischen Jugend-Winterspielen 2024 in Gangwon teil. Im Einzel gewann sie hinter Minja Korhonen Silber. Gemeinsam mit Aljaz Janhar, Tia Malovrh und Lovro Percl Seručnik erreichte sie im Mixed-Team ebenfalls den zweiten Rang. Wenige Wochen später trat Pavec bei den Nordischen Junioren-Skiweltmeisterschaften in Planica nur im Mixed-Team an und wurde Neunte. Den Winter schloss sie auf dem 28. Platz in der Weltcup-Gesamtwertung ab.
Im Winter 2024/25 lief sie erneut in die Weltcup-Punkteränge. Bei den Nordischen Junioren-Skiweltmeisterschaften 2025 in Lake Placid gewann sie hinter Ingrid Låte Silber im Einzel.

## Statistik

### Platzierungen bei Weltmeisterschaften
| Jahr und Ort   | Wettbewerb | Wettbewerb  | Wettbewerb |
| Jahr und Ort   | Gundersen  | Massenstart | Mixed-Team |
| -------------- | ---------- | ----------- | ---------- |
| 2023 Planica   | 29.        | —           | —          |
| 2025 Trondheim |            | 18.         |            |

### Weltcup-Platzierungen
| Saison  | Platz | Punkte |
| ------- | ----- | ------ |
| 2023/24 | 28.   | 108    |

### Continental-Cup-Platzierungen
| Saison  | Platz | Punkte |
| ------- | ----- | ------ |
| 2022/23 | 25.   | 065    |